# 異丙托溴銨
異丙托溴銨（INN：ipratropium bromide），商品名 Atrovent（中文譯名有定喘樂，或是愛全樂），屬於一種抗膽鹼劑，作為支气管扩张药或抑制鼻漏藥物。異丙托溴銨可經由不同途徑給藥：吸入器、霧化吸入器或鼻腔噴霧器（鼻腔給藥），以用於不同的醫療目的。
吸入劑可擴張肺部之中型及大型氣道，用於治療慢性阻塞性肺疾病（COPD）及氣喘症狀。吸入劑經由吸入器或噴霧器給藥。藥物通常於15至30分鐘內發揮作用，持續3至5小時。
鼻腔噴霧劑可抑制鼻腔腺體分泌大量液體。可用於治療因過敏性鼻炎、非過敏性鼻炎（血管運動性鼻炎）及普通感冒所引起之鼻漏（流鼻水）。噴霧器透過定量手動泵噴霧使用。使用後一小時內即開始發揮作用。
使用吸入劑之常見副作用有口乾、咳嗽、氣道發炎及呼吸短促。可能出現的嚴重副作用有尿瀦留、氣道痙攣惡化及過敏性休克。個體於懷孕期間使用對於胎兒，及母乳哺育期間使用對於嬰兒似乎無安全性顧慮。異丙托溴銨為一種短效毒蕈鹼受體拮抗劑，導致平滑肌放鬆而發揮作用。
鼻腔噴霧劑之常見副作用有頭痛、鼻腔乾燥、口乾或喉嚨乾燥、鼻腔或喉嚨不適、流鼻血、口中異味、噁心、暈眩或便秘。潛在之嚴重副作用並不常見，然可能有過敏性休克、眼睛疼痛或視力變化，或是尿瀦留。個體於懷孕期間使用，被認為對於胎兒安全，然其可能進入母乳，因此個體於使用前應諮詢醫生。
異丙托溴銨於1966年取得專利，並於1974年獲准用於醫療用途。已納入世界衛生組織基本藥物標準清單之中，世界衛生組織（WHO）將此藥物列為醫療系統不可或缺的藥物。市場上有異丙托溴銨的通用名藥物流通。此藥物於2022年在美國最常用的處方藥中排名第219，開立的處方箋超過100萬張。

## 醫療用途
異丙托溴銨作為吸入劑，可用於治療慢性阻塞性肺疾病（COPD）及氣喘惡化。藥物以罐裝形式供應，供吸入，或以單劑量小瓶形式供應，供噴霧用途。
其亦用於治療及預防輕度至中度支氣管氣喘，特別是伴有心血管疾病的，此藥物被證實可產生較少之心血管副作用。
異丙托溴銨與β2腎上腺素受體激動藥合併使用，可增強支氣管擴張效果，例如異丙托溴銨/沙丁胺醇複方藥，以商品名Combivent（非氣霧式定量吸入器）和Duoneb（噴霧器）用於治療慢性阻塞性肺病和氣喘，以及與非諾特羅聯合使用（商品名稱Duovent及Berodual N），用於治療氣喘。
異丙托溴銨可作鼻腔噴劑使用，減少流鼻水，然對鼻塞無效。以定量手動泵噴霧方式給藥。

## 禁忌症
使用此藥物的主要禁忌症為對阿托品及相關物質之過敏反應。
窄角型青光眼、良性前列腺增生症（前列腺肥大）或膀胱出口阻塞等狀況，不必然為禁忌症，但應納入考量，尤以患者正經由其他途徑接受抗膽鹼藥治療時更需注意。

### 花生過敏
於早期，Atrovent品牌吸入器使用氯氟碳化合物（CFC）為推進劑，而推進劑成分中含有大豆卵磷脂。於2008年，所有CFC吸入器皆被逐步淘汰，並由氫氟烷（HFA）作為推進劑的取代。花生過敏曾被列為吸入器之禁忌症，但現已非如此。當使用噴霧器給藥時，花生過敏從未被列為禁忌症。

## 副作用
吸入異丙托溴銨，其副作用與其他抗膽鹼藥物相似，但程度極輕微。已有導致口乾及鎮靜的報告。此外，也有造成皮膚潮紅、心跳過速、急性隅角閉鎖性青光眼、噁心、心悸及頭痛等副作用。吸入異丙托溴銨不會降低黏膜纖毛清除率。少數病患於吸入時，會引起頭痛及喉嚨不適感。
接受噴霧器給藥的患者，有造成尿瀦留之報告，因此應予謹慎，尤其是對患有前列腺肥大的男性。
鼻腔噴霧劑之常見副作用發生率為1%至6%（對照組為0%-3%），包含頭痛、鼻腔乾燥、口乾或喉嚨乾燥、鼻腔或喉嚨不適、鼻出血、口中異味、噁心、暈眩或便秘。鼻腔噴霧劑之潛在嚴重副作用極為罕見，可能有過敏性休克、眼睛疼痛或視力改變，或是排尿困難。
應避免此藥物接觸眼睛。

## 交互作用
理論上，異丙托溴銨與其他抗膽鹼藥（例如三環抗憂鬱藥、抗帕金森氏症藥物及奎尼丁）的交互作用會增加副作用，但當異丙托溴銨以吸入劑方式給藥時，此交互作用並無顯著的臨床意義。
異丙托溴銨鼻腔噴霧劑可能與下列藥物產生交互作用：用於治療憂鬱症、焦慮症或其他精神健康狀況之特定藥物、用於治療帕金森氏症之特定藥物（如苯扎托品及苯海索）、阿托品、用於治療過敏、咳嗽及感冒之特定抗組織胺藥、用於治療膀胱問題之特定藥物（如奧昔布寧及托特羅定）、用於治療胃部問題之特定藥物（如雙環維林及莨菪鹼），以及用於治療暈動病之特定藥物（如東莨菪鹼）。

## 藥理學
於化學層面，異丙托溴銨為一季銨化合物，透過以2-溴丙烷處理阿托品而獲得。其於化學結構上，與植物曼陀羅之成分相關，該植物於古印度被用於治療氣喘。
異丙托溴銨藉由減少膽鹼能對支氣管肌肉組織之影響，發揮支氣管擴張作用。其阻斷毒蕈鹼乙醯膽鹼受體，對亞型無特異性，故促進環磷酸鳥苷（cGMP）的降解，導致細胞內cGMP濃度降低。極有可能是cGMP對細胞內鈣之作用減少，導致肺部平滑肌收縮力降低，抑制支氣管收縮及黏液分泌。其為一種非選擇性毒蕈鹼受體拮抗劑，且不會擴散至血液中，故可防止全身性副作用。異丙托溴銨為阿托品之衍生物，異丙托溴銨為季銨化合物，不會穿透血腦屏障而產生中樞神經系統副作用。
急性氣喘發作時，切勿使用異丙托溴銨，應使用如沙丁胺醇的短效急救吸入劑。